# Fernand de Brinon
Pour les articles homonymes, voir Brinon.
Fernand de Brinon, né le 16 août 1885 à Libourne et exécuté le 15 avril 1947 au fort de Montrouge à Arcueil, est un avocat, journaliste et homme politique français.
Représentant du gouvernement de Vichy auprès du Haut-Commandement allemand dans le Paris de l’Occupation, il est, après la Libération, jugé et condamné à mort pour ses actes de collaboration.

## Biographie

### Jeunesse et études
Fils de Robert de Brinon et de Jeanne Mercier de Lacombe, Fernand de Brinon est né à Libourne, où son père est inspecteur des haras, dans une famille de la noblesse du Bourbonnais. Cette lignée considère être la branche cadette d'une autre famille du même nom et établie à Paris, mais ne dispose pas des actes prouvant une telle filiation. Néanmoins, elle est dûment reconnue par l'ANF, devenu l'AENF[réf. souhaitée]. Elle descendrait de « noble homme et sage maître » Guillaume Brinon, avocat en la cour du Parlement de Paris en 1551, fils de maître Yves Brinon. Son petit-fils, Yves de Brinon, exerça une charge anoblissante.
Il épouse en 1934 Jeanne Louise Rachel Franck (1896-1982), issue d'une famille belge de la grande bourgeoisie juive, et cousine d'Emmanuel Berl.
Fernand de Brinon étudie d’abord le droit et obtient une licence en droit en 1907. Il s'inscrit à l'École libre des sciences politiques, dont il suit « assez mollement » les cours. Certaines sources déclarent qu'il en a été diplômé, tandis que d'autres soulignent son absence de la liste des diplômés de 1905 à 1908.

### Parcours professionnel
Au lendemain de la Première Guerre mondiale, Fernand de Brinon devient journaliste. Dans le Journal des débats, puis à L'Information de Léon Chavenon, convaincu de l'échec de la politique dite des « réparations » (imposées à l'Allemagne de Weimar en 1921), il se montre partisan d'un rapprochement et d'une entente pacifique et durable entre la France et l'Allemagne.
C'est dans les colonnes du Matin (quotidien auquel il collaborait épisodiquement) qu'il publie, le 22 novembre 1933, sous le titre « Pour la première fois, le chancelier du Reich reçoit un journaliste français », les « déclarations sensationnelles » qui lui ont été faites par Adolf Hitler, lors de l'entretien qu'il a eu avec celui-ci le 16 novembre 1933. Cette entrevue avait été organisée grâce à l'entremise de Ribbentrop, avec lequel il avait sympathisé en 1932 à l'occasion d'une partie de chasse en Champagne, chez un ami commun, le marquis Melchior de Polignac, propriétaire des champagnes Pommery. À l'issue de cette entrevue, le nouveau Führer invite personnellement une délégation d'anciens combattants français en Allemagne. Brinon rencontre Hitler à cinq autres reprises, entre 1935 et 1937.
Il fonde en 1935, avec Georges Scapini (1893-1976), le comité France-Allemagne.

### Collaboration (1940-1945)
Après la défaite de juin 1940, Fernand de Brinon se fait l’avocat de la collaboration avec l’Allemagne.
En juillet 1940, il est appelé par Pierre Laval, membre du gouvernement de Vichy, à représenter le gouvernement français auprès du Haut-Commandement allemand dans le Paris de l’Occupation. Le 5 novembre 1940, il est nommé ambassadeur de France auprès des Allemands. Il est parfois surnommé avec dérision « l’ambassadeur de France à Paris », en raison de sa fonction de délégué général du gouvernement dans les territoires occupés, poste auquel il est nommé le 18 novembre.
Brinon a bénéficié de ses relations anciennes avec l'ambassadeur allemand Otto Abetz. Il occupe ce poste jusqu’à la fin de l’Occupation, étant même élevé au rang de secrétaire d'État auprès du chef de gouvernement après le retour de Laval en 1942. Le siège de ses bureaux était alors l'hôtel de Breteuil, au 12, avenue Foch, qui devient un haut lieu de la collaboration.
Le 15 décembre 1940, il reçoit au nom du gouvernement de Vichy la dépouille du duc de Reichstadt, envoyée de Vienne sur ordre de Hitler pour être inhumée auprès de celle de son père, Napoléon Ier, aux Invalides.
Avec la dénonciation du traité d’armistice et l’occupation de la zone libre par Hitler en novembre 1942, Philippe Pétain, sachant que Brinon a l'estime des Allemands, le nomme secrétaire d’État dans le gouvernement que Laval dirige à son retour aux affaires ; il est ainsi le seul représentant officiel du gouvernement à Paris.

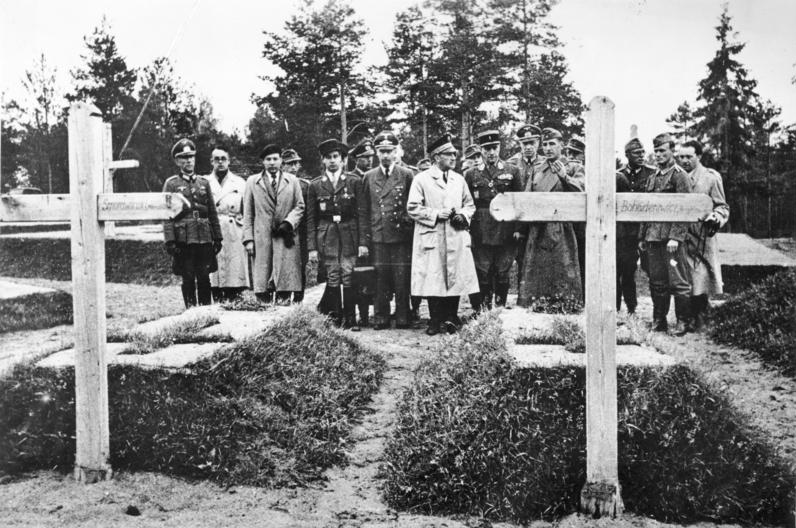
Fernand de Brinon (au centre) à Katyń en 1943.

En 1943, Georges Duhamel, secrétaire perpétuel de l'Académie française, s'inquiéta auprès de Brinon du sort de la famille de Léon Reinach, fille, gendre et petits enfants du collectionneur et mécène Moïse de Camondo, alors internée à Drancy. Malgré l'intervention de Brinon par « une note ajoutée au dossier » (Pierre Assouline) auprès des autorités allemandes, les quatre sont internés à Drancy, déportés séparément puis assassinés à Auschwitz.
En Russie, il effectue également une revue des troupes de la LVF commandée par le colonel Edgar Puaud.
Fernand de Brinon apparaît dans le livre Propos secrets (1977 et 1980), écrit par le diplomate et écrivain Roger Peyrefitte, qui fut un de ses subordonnés au ministère des Affaires étrangères. Selon le livre Peyrefitte démaquillé d'André du Dognon, Brinon dirigeait le Bureau des rapatriements, lequel contrôlait « le départ des Français pour l'Allemagne, et vice versa ».

### Arrestation, jugement et exécution
Réfugié à Sigmaringen en août 1944 avec plusieurs personnalités du régime de Vichy, il y préside la « Commission gouvernementale » (forme de gouvernement en exil). Devant l’avancée des armées alliées, début mai 1945, il essaie dans un premier temps de rejoindre par avion l’Espagne, via l’Autriche et la Suisse. Ses tentatives ayant échoué, il se présente aux autorités américaines le 8 mai 1945 à la frontière austro-suisse, souhaitant rentrer en France et se constituer prisonnier.
Incarcéré à Fresnes, malade, il doit en 1946 subir à l'hôpital Cochin une résection de la prostate. Il comparaît à partir du 4 mars 1947 devant la Haute Cour de justice siègeant au Palais des congrès de Versailles. Il lui est notamment reproché, au-delà du qualificatif de « traître à la Nation », d'avoir été un espion au service de l'occupant. Estimant que l'instruction a été bâclée, Fernand de Brinon annonce renoncer à se défendre et interdire à ses avocats de prononcer leurs plaidoiries. Les témoins de l'accusation sont les généraux Doyen et de La Laurencie. Édouard Daladier est également témoin, ainsi qu'Otto Abetz, extrait de la prison du Cherche-Midi, seul témoin allemand. Paul Caujolle, expert-comptable chargé d'éplucher les comptes de l'accusé vient déposer et indique que celui-ci recevait, avant-guerre, tous les mois, de l'argent de la Banque Rothschild et de la Banque Lazard. Ses avocats indiquent qu'il serait intervenu de très nombreuses fois auprès des autorités allemandes pour faire libérer des otages, empêcher des exécutions ou des déportations de résistants et obtenir la libération de prisonniers de guerre et produisent des lettres de remerciement.
Fernand de Brinon est condamné à mort le 6 mars 1947, fusillé le 15 avril 1947 au fort de Montrouge, et inhumé au cimetière de Thiais ; son corps sera par la suite inhumé au cimetière de Saint-Quentin-la-Chabanne, dans la Creuse, où il possédait le château de La Chassagne. Sur sa tombe est indiqué son titre d’« ambassadeur de France » sans préciser qu’il fut le seul ambassadeur du gouvernement français auprès de l'occupant allemand à Paris.

## Postérité
Sans postérité officielle ou reconnue, il avait entretenu, dès le début des années 1930, une relation avec Jeanne Louise Rachel Franck, dite Lisette, juive et cousine d'Emmanuel Berl, alors mariée et mère de deux fils, qui, pour l'épouser en 1934, obtint l'annulation de son premier mariage avec Claude Ullmann et se convertit au catholicisme. Sa famille s'éteint en la personne de son cousin Germain Nicolas de Brinon, décédé le 13 janvier 1983 sans postérité masculine.
Ses papiers personnels sont conservés aux Archives nationales, à Pierrefitte-sur-Seine, sous la cote 411AP.
L'écrivain Louis-Ferdinand Céline, en exil à Sigmaringen en même temps que lui, évoque le rôle de Brinon dans son roman D'un château l'autre.
Dans le film Section spéciale (1975), son rôle est interprété par François Maistre.
Il a été décoré de l'ordre de la Francisque. Promu officier de la Légion d'honneur le 6 février 1934, il est condamné le 6 mars 1947 à la dégradation nationale ; la décoration lui est donc retirée par le grand chancelier de l'ordre.

## Œuvres
- En guerre. Impressions d'un témoin (Paris, Blond et Gay, 1915)
- France-Allemagne (1918-1935) (Paris, Grasset, 1935), (trad. allemande par Albert Koerber, Essen, Essen Verlagsantalt, 1935)
- À ses amis (notes de prison ; extraits de la sténographie du procès), slnd, in-16 (acquisition BN)
- Mémoires (préface de Simone Mittre), Paris, Déterna (réédition 2001), 1947 et différentes éditions (Simone Mittre, 1897-1980, fut la maîtresse de Fernand de Brinon et demeura sa secrétaire après qu'il se fut marié. Elle resta d'une exceptionnelle fidélité à sa mémoire, et effectua un important dépôt d'archives aux Archives nationales.)